# 平成ロックオペラ 天国と地獄
平成ロックオペラ「天国と地獄」（へいせいろっくおぺらてんごくとじごく）は、2007年11月10・11日に公演された渡邊八房の舞台。上映時間は1時間40分前後。演劇に音楽や映像を盛り込んだ内容で話題になった。

## 概要
2003年に名取市観光協会と提携して製作された短編映画『熊野幻想』（ゆやげんそう）、2004年元旦から鹽竈神社の舞殿を筆頭に一年間の巡業を行なった舞台『猿行脚』（さるあんぎゃ）、2005年独自の解釈で民話を綴り、朗読とピアノで表現した舞台『迷鳥物語』（めいちょうものがたり）と、いろいろなスタイルの作品を世に送った渡邊八房が、長年の夢としていた“ロックオペラ”である。この舞台の製作にあたり、自らの映像団体「仙台ローズ」を解体し、一年間の期限付きで2007年1月1日より「天国と地獄」実行委員会を設立。その製作に入った。 
渡邊八房の美学である「物語の進行のために、捨て駒のような配役をしない」を忠実に再現し、登場人物にはそれぞれ細部にわたったバックボーンが形成され、どの登場人物を主人公にしても物語が成立するような万華鏡的な世界を構築している。 また、この企画を立ち上げるにあたり「仙台発信ではあるが、決して仙台というキーワードを用いない」「観客に媚びる必要はない。むしろ背中を見せるべきである」「この企画は、ハコものしかしていない“市民参加型イベント”がいかに主催の都合に合わせたものであるのかを証明する」と、興行的にあまり好ましくないことも、積極的に取り込んだ。結果として賛否両論の舞台となったが、それはむしろ渡邊八房が意図していたものと言える。 
「天国と地獄」実行委員会は予定よりも17日間早く終了し、同委員会を母体として新生「仙台ローズ」の設立した。

## ストーリー
かつてロックの王と呼ばれた男・弥勒は、最愛の少女・マリアを病で失ったことから、「ロックこそすべての元凶である」と、その名を捨てきりひとと名乗り、ロック狩りを開始する。ロックバンド・BLACK GOATのリーダー・アッシュは、仲間のエマ・アリサとともに地下組織を作り、ゲリラロックライブを行なっては、拡散してしまったロッカーたちを集結しようとしていた。
しかし「No More Rock」を叫び、手当たり次第にロッカーを狩るきりひと親衛隊の力はあまりにも強く、アリサもまた捕らえられてしまう。そんな折、アッシュの目の前に弥勒が現れる。親衛隊員をギターの力で倒していく弥勒に、アッシュは「共に戦ってくれ」と言うが、弥勒は「ロックはもう死んだのだ」と拒否する。
エマもまた、自分の思惑でアッシュを追いつめていた。そこに訪れる親衛隊員と化したアリサ。彼女は、アッシュの恋人であり、きりひと親衛隊長であるユダを殺すのだと宣言する。いろいろな思惑を秘め、ロックライブが始まる。

## エピソード
「天国と地獄」は、仙台ローズ時代に製作された短編映画「Sad 2 Say」（さっど・とぅー・せい）の登場人物であるギタリストのSady（さでぃ）を主役にして製作される予定だった。その後アッシュ役は2転し、3代目は当時自衛隊を辞め、役者に専念しようとしていた川井元晴（かわいもとはる）が演じることになった。しかし2008年5月に行なわれる再演では川井がステージに立てないため、4代目のアッシュが登場することになる。
企画段階では、予定していた主役2名・及び渡邊八房が金髪だった為「COLORS」という題名であった。きりひと役の庄子誠（しょうじまこと）は、舞台後も仙台ローズの看板役者として短編映画「兄BROTHER弟」に出演している。
エマ役のEmanuelle Messasは、もともと修羅（しゅら）役としていたのだが、役者本人のイメージが強かった為、そのままの名前となった。マリア役の佐藤優花は、衣装も担当していたので、公演前日まで衣装の製作をしていた。
アリサ役の菅野郁子（かんのいくこ）は、もともと舞台美術の担当だったが、役者に抜擢された。その結果アンケートでも「かわいい」と好評だった。公演パンフレットでアリサ役・菅野郁子が菅野郁子役菅野郁子となっていたのはご愛嬌。
開場後から、ショコラ&シニョーレ・choco（ちょこ）&佐々木しの（ささきしの）の「ラ・ラッタ」という歌のライブが延々とはじまる。これは「物語に終わりもはじまりもない。目の前に繰り広げられている物語は、ただ時間を切り取っただけに過ぎない」という渡邊八房の持論を表現したものであったが、そこに気づいた観客はいなかった。 また開演後15分近くも映像を流したのも、同様の理由であったが、これにも気づいた観客はいなかった。
物語のラストは、公演1週間前まで渡邊八房自身も気に入らず、白紙状態であった。が、渡邊八房が入浴中に不意にアッシュが叫ぶ「ロックはもう死んだのだ」という言葉を思いつき、急遽決定された。
渡邊八房と舞台監督の高橋孝敏（たかはしたかとし）は「演劇に100%のものはない〜100%を目指す」という言葉を何度も言い続けたものの、高校演劇を経験した参加者のマニュアルから脱せない思考と何度も衝突する形となった。また、音楽の遅延に拠り楽器演奏が不可能となり、生演奏が中止せざるを得なくなった。しかし観客から「ロックを聞かせずしてロックを感じさせる舞台」との評も戴いた。 その心残りが「天国と地獄」の再演へと導いたとも言える。
平成ロックオペラという名称は、現在上演されているロックオペラのほとんどが、何十年前の焼き直しに過ぎず、現代人の現代的な物語を作り上げようと「平成」を冠した平成ロックオペラという造語を作り上げた。これは今後行なう仙台ローズの全公演に冠せられる。スタイルとしては基本的にオペラであるが、音楽を生のロックバンド、また映像を多用するというオリジナルな表現方法である。

## スタッフ&キャスト

### スタッフ
- 作・演出 / 渡邊八房
- 音楽監督 / いがり大志・菅野彬
- 舞台監督 / 高橋孝敏
- 映像監督 / 石山泰人・真田英都
- 舞台美術アドバイザー / 高橋孝敏
- 舞台美術 / 星野政希・菅野郁子
- 舞台大道具 / 眞壁佑・鈴木麻留美・大久保瑞帆・國分恵美
- 舞台演出部 / 脇坂由季 ・八幡結加・加藤江里・石森まゆみ・渡部愛理・小林久美
- 照明 / 深谷友美・粟野美穂・萩原カンナ・本田史也・寺嶋唯・津軽石さゆり・加藤恵・細川治子
- 音響 / 角田綾・木村恵理・大友陽平・佐々木優美子
- 作曲 / 菅野彬・佐々木しの・山川貴美・佐々木宏・熊谷渡
- メ イ ク  / 猿渡英矢
- 舞台衣装 / 佐藤優花
- イメージキャラクター / 押切マヲ
- 宣伝美術 / 高橋ヒロシ
- 写真撮影 / 大高幸
- 制作統括 / ヤマダひまわり
- 経理事務 / 瀬戸ゆり

- 主催 / 「天国と地獄」実行委員会
- 協賛 / ライ・STAGE Touchant・島多津子・若柳悦子・世末さんママ
- 協力 / 学校法人菅原学園専門学校デジタルアーツ仙台・学校法人支倉学園専門学校創表現研究所est・学校法人滋慶文化学園仙台コミュニケーションアート専門学校・有限会社デーピー企画 ・有限会社クリエイション・STAGE Touchant ・有限会社スカイモーションピクチャーズ・MOX・らせん堂・仙台ローズ・那須ローズ・Zion
- 後援：朝日新聞仙台総局・河北新報社・株式会社スマイル&エンジョイ・仙台市・せんだい泉エフエム放送株式会社・仙台CATV株式会社・仙台経済界・仙台市市民文化事業団 ・仙台トラビス・仙台放送 ・せんだいラジオ3FM76.2 ・仙台リビング新聞社・Date Fm ・東北放送・任意団体仙台インターネットマガジン ・東日本放送 ・街ナビプレス ・ミヤギテレビ

### キャスト
- アッシュ：川井元晴
- きりひと:小林誠
- ユダ：ヤマダひまわり
- エマ：emnuelle.Masashi
- マリア：佐藤優花
- アリサ：菅野郁子
- デューラー：世末
- ライ・ザ・ブラディクィーン：世末
- ショコラ：石垣朝子
- シニョーレ：佐々木しの
- 親衛隊員A：中川祐輔
- 親衛隊員B：真田英都
- 親衛隊員C：星野政希
- 親衛隊員ボボ：石川泰人

## 再演
2008年5月31日・6月1日に同会場にて「天国と地獄 the operetta」が公演された。しかしこれは、2007年公演中に渡邊八房が執筆した映像版「天国と地獄」をベースとした物語で、随所に同様の台詞は出てくるものの、まるで違う物語に仕上っている。また前回の反省点を生かし、生バンド演奏・映像の多様化・演劇空間の新たなる可能性の試行錯誤と、まるで違う舞台となった。